# Mazen Fayad
Mazen Fayad Ajeel (Nāṣiriya, 2 aprile 1997) è un calciatore iracheno, attaccante dell'Al-Naft.

## Carriera

### Nazionale
Ha esordito con la Nazionale irachena il 24 luglio 2016 nell'amichevole Uzbekistan-Iraq (2-1).